# Acer wardii
Acer wardii — вид квіткових рослин із роду клен (Acer).

## Морфологічна характеристика
Це однодомне невелике дерево чи кущ до 5 м заввишки. Кора сіра чи чорнувато-сіра, шорстка. Гілочки червонуваті, тонкі, голі; зимові бруньки коричневі, еліпсоїдні. Листки опадні; листкові ніжки 3–5 см завдовжки, тонкі, голі; листові пластинки яйцюваті, зверху блискучі, 7–9 × 6–8 см, знизу голі чи рудувато-волосисті в пазухах головних жилок, край зубчастий, 3-лопатеві; середня частка трикутно-довгаста, верхівка видовжена, хвостато-загострена; бічні частки яйцеподібні, на вершині подовжено хвостато-загострені. Суцвіття верхівкові, 10–15-квіткові. Квітки: чашолистків 5, відігнуті, лінійно-довгасті; пелюсток 5, пурпурні, лінійно-довгасті; тичинок 8. Плід у зрілому віці пурпурувато-жовтий; горішки плоскі, довгасті, ≈ 8 × 4 мм; крило з горішком 2.2–2.5 × ≈ 1 см, крила тупо розставлені. Період цвітіння: травень; період плодоношення: вересень.

## Середовище проживання
Ареал включає такі території: Китай (Тибет, Юньнань), Індія (Аруначал-Прадеш), М'янма. Росте в альпійських лісах на висотах від 2400 до 3600 метрів.

## Використання
Немає інформації.